# Амбарцумян, Сергей Александрович
Серге́й Алекса́ндрович Амбарцумя́н (арм. Սերգեյ Ալեքսանդրի Համբարձումյան; 17 марта 1922, Александрополь, Армянская ССР, ЗСФСР — 4 августа 2018, Ереван, Армения) — советский и армянский учёный в области механики, педагог и общественный деятель.
Академик АН Армянской ССР (1965, член-корреспондент с 1956). Вице-президент АН Армянской ССР (1974—1977). Ректор Ереванского государственного университета (1977—1991). Иностранный член Российской академии наук (2003), почётный член Международной инженерной академии.
Заслуженный деятель науки Армянской ССР (1985).

## Биография
Сергей Александрович Амбарцумян родился 17 марта 1922 года в городе Александраполь.
- 1938 — окончил среднюю школу в Ереване.
- 1942 — окончил факультет строительной механики Ереванского политехнического института имени Карла Маркса.
- 1943—1948 — преподавал в Ереванском политехническом институте.
- 1945—1946 — учился в аспирантуре Ереванского политехнического института.
- 1946 — защитил диссертацию на соискание учëной степени кандидата технических наук.
- 1946—1955 — старший научный сотрудник, заведующий сектором, заместитель директора Института строительных материалов и конструкций АН Армянской ССР.
- 1952 — защитил диссертацию на соискание учëной степени доктора технических наук в Москве.
- 1953 — присвоено звание профессора.
- 1956 — член-корреспондент Академии наук Армянской ССР.
- 1959—1970 — директор Института математики и механики АН Армянской ССР.
- 1965 — академик Академии наук Армянской ССР.
- 1970—1977 — директор Института механики АН Армянской ССР.
- 1970—1992 — заместитель председателя комитета по Государственным премиям Армянской ССР (далее Республики Армения).
- 1971—2011 — член президиума АН Армянской ССР (далее Национальная академия наук Республики Армения).
- 1971—1974 — академик-секретарь отделения физико-технических наук и математики АН Армянской ССР.
- 1975—1980 — депутат Верховного Совета Армянской ССР IX созыва.
- 1977—1991 — ректор Ереванского государственного университета.
- 1979—1984 — депутат Верховного Совета СССР X созыва.

## Членство
- Иностранный член Российской академии наук по отделению энергетики, машиностроения, механики и процессов управления по специальности «Механика» (2003).
- Член Международной академии астронавтики.
- Академик Международной инженерной академии.
- Почётный член Философской академии Армении.
- Член Международной академии наук образования промышленности и искусства (США).
- Почётный профессор Института информатики и бизнеса Пеннинсулея.
- Почётный доктор Братиславского университета.
- Почётный профессор Ереванского архитектурно-строительного университета.
- Член Американского общества механиков.
- Член Российского национального комитета по теоретической и прикладной механике (1961).
- Почётный член Общества механиков Словацкой академии наук.
- Член Общества механиков Армении.

## Награды
- Орден Тиграна Великого (26 мая 2012) — за значительный вклад в дело развития науки, за долголетнюю общественно-политическую деятельность.
- Орден Почёта (3 сентября 2011) — по случаю 20-летия независимости Республики Армения, за значительный вклад, внесённый в защиту национальных интересов и проявленную неизменную преданность делу, оказанные Республике Армения услуги, многолетнюю и плодотворную деятельность во имя нации[3]
- Орден Дружбы (3 апреля 2007, Россия) — за большой вклад в укрепление дружбы и сотрудничества между народами Российской Федерации и Республики Армения[4].
- Орден Ленина (17 июня 1981)[5].
- Орден Октябрьской Революции (20 августа 1986).
- Орден Трудового Красного Знамени (18 марта 1976).
- Орден «Знак Почёта» (1971).
- Медаль «За трудовую доблесть» (4 января 1955).
- Заслуженный деятель науки Армянской ССР (1985).
- Орден Армянской апостольской церкви «Святые Саак и Месроп».
- Медаль имени С. И. Вавилова.
- Медаль Яна Амоса Коменского (1984).
- Медаль «Борцу за мир» Советского комитета защиты мира.
- Золотая медаль Ереванского государственного университета.
- Золотая медаль Университета Монпелье (1986).
- Большая золотая медаль Международной инженерной академии.
- Большая серебряная медаль Международной инженерной академии.
- Почётный гражданин Еревана (2012).
- Почётный гражданин Гюмри.
- Почётный гражданин Монпелье (1986).
- Межгосударственная премия СНГ «Звёзды Содружества» (2015)[6].